# یودای سووا
یودای سووا (ژاپنی: 諏訪 雄大؛ زادهٔ ۵ مهٔ ۱۹۸۶) یک بازیکن فوتبال اهل ژاپن است.
از باشگاه‌هایی که در آن بازی کرده‌است می‌توان به باشگاه فوتبال آلبیرکس نیگاتا و باشگاه فوتبال ناگانو پارسیرو اشاره کرد.